# Radicaal 58
Radicaal 58 is een van de 31 van de 214 Kangxi-radicalen dat bestaat uit drie strepen.
In het Kangxi-woordenboek zijn er 25 karakters die dit radicaal gebruiken.

## Karakters met het radicaal 58
| Strepen | Karakter |
| ------- | -------- |
| + 0     | 彐 彑    |
| + 2     | 归       |
| + 5     | 彔 录    |
| + 6     | 彖       |
| + 8     | 彗       |
| + 9     | 彘       |
| + 10    | 彙 彚    |
| + 13    | 彛 彜    |
| + 15    | 彝 彞    |
| + 19    | 彟       |
| + 23    | 彠       |